# Clethra sleumeriana
Clethra sleumeriana är en tvåhjärtbladig växtart som beskrevs av Kin Shen Hao. Clethra sleumeriana ingår i släktet Clethra och familjen Clethraceae. Inga underarter finns listade i Catalogue of Life.